# 五来欣造

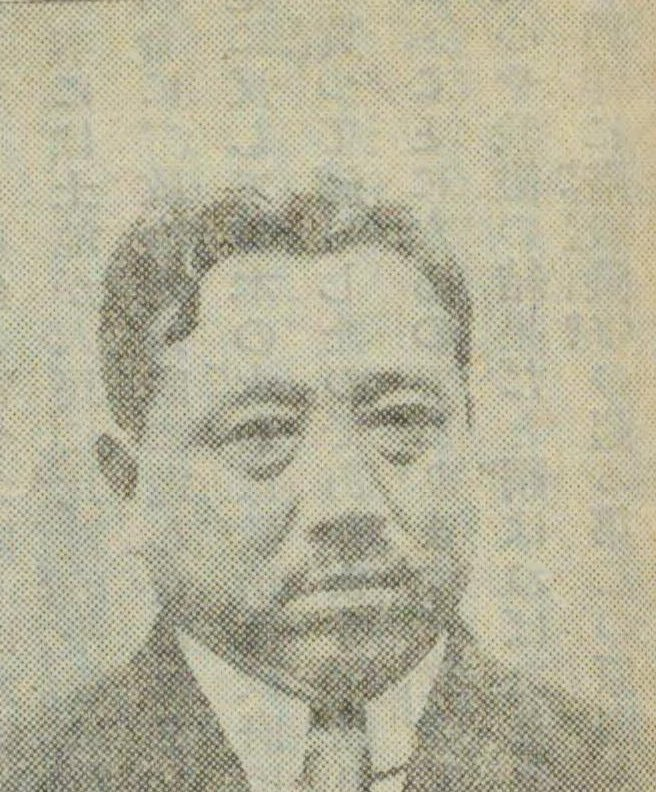
五来欣造

五来欣造（ごらい きんぞう，1875年6月—1944年8月1日），日本政治学者、文学家，茨城县人。曾任《读卖新闻》主笔， 明治大学教授、 早稻田大学教授、皇化联盟代表。曾用笔名五来素川、斬馬剣禅。

## 著述

### 独著
- 斬馬剣禅 《情の英雄史》， 晴光館，1906年4月。
- 五来素川 《大帝那翁》，第1巻，養賢堂，1914年。
- 《仏蘭西及仏蘭西人》， 富山房〈時事叢書 第20編〉，1915年。
- 五来素川 《過激派物語》， 早稲田大学出版部〈世界改造叢書 第10編〉，1920年。
- 《儒教の独逸政治思想に及ぼせる影響》， 早稲田大学出版部，1929年。
- 《政治哲学》， 春秋社〈春秋文庫 第1部 第14〉，1929年。
- 《儒教の独逸政治思想に及ぼせる影響》， 早稲田大学出版部，1929年。
- 《現代の政治》， 社会書房，1931年。
- 《経済倶楽部講演 14》， 東洋経済出版部，1932年。
- 五來欣造述 《誤られたるファツシヨ》， 日本工業倶樂部經濟研究會〈經濟研究叢書 第42輯〉，1932年。
- 五来素川 《日曜静観》， 社会書房，1932年。
- 五来欣造講述 《ファッショか共産主義か》， 松坂屋，1933年。
- 《文明一新の先駆イタリヤ》， 平凡社〈世界の今明日叢書 第9巻〉，1933年。
- 《政治学講義要領》， 久野書店，1935年。
- 《フアッシズムと其国家理論　附・伊太利労働憲章，国民社会主義独逸労働者党の綱領》， 青年教育普及会，1935年。
- 《儒教の泰西思想に及ぼせる影響》， 啓明会〈財団法人啓明会講演集 第48回〉，1935年。
- 五来欣造述 《階級協和と国民力の充実》， 国民文化協会〈国民文化叢書 第3編〉，1937年。
- 五来素川 《動乱の静観》， 東宛書房〈学芸随筆 第6巻〉，1937年。
- 《現代政治学》， 明文堂，1938年，訂。
- 《現代政治学》， 明文堂，1940年，訂再版。
- 《人間大隈重信》， 早稲田大学出版部，1938年。
- 《滅共読本》， 国際反共聯盟，1939年。
- 斬馬剣禅 《東西両京の大学　東京帝大と京都帝大》， 講談社〈講談社学術文庫〉，1988年11月。ISBN 4-06-158853-2。

### 合著
- 「仏蘭西の国民性に就きて」，《明治聖徳記念学会紀要》，第3巻，明治聖徳記念学会編，明治聖徳記念学会，1916年。
- 「政治哲学」，《大思想エンサイクロペヂア》，第17巻，春秋社編，春秋社，1930年。
- 「東洋政治哲学」，《政治思想》， 日本評論社〈現代政治学全集 第2巻〉，1934年。
- 「大東亜戦争と儒教文化」，《大東亜戦争と世界》， 世界政治研究会編，中央公論社，1944年。

### 中译本
- 《儒敎對於德國政治思想的影響》，劉百閔，劉燕穀譯，長沙：商務印書館。
- 《現代政治學 增訂版》 陳鵬仁譯 臺北市:水牛出版社 民83（1994） 9575994809
- 《儒教政治哲學》山西人民出版社 2016 9787203090663